# Saskatchewan Północny
Saskatchewan Północny (ang. North Saskatchewan River, fr. Rivière Saskatchewan Nord) – rzeka w Kanadzie, w prowincjach Alberta i Saskatchewan. Stanowi jedną z dwóch rzek źródłowych Saskatchewan, druga to Saskatchewan Południowy. Jej długość wynosi 1287 km, a powierzchnia dorzecza 122,8 tys. km².
Saskatchewan Północny wypływa na wysokości około 1800 m n.p.m. z jęzora lodowca Saskatchewan, wypływającego z pola lodowcowego Columbia w kanadyjskich Górach Skalistych. Płynie w kierunku wschodnim, łącząc się Saskatchewanem Południowym około 30 km na wschód od miasta Prince Albert.
Ważniejsze miasta nad Saskatchewanem Północnym: Edmonton, North Battleford, Prince Albert.
Ważniejsze dopływy: Battle, Bighorn, Cline.

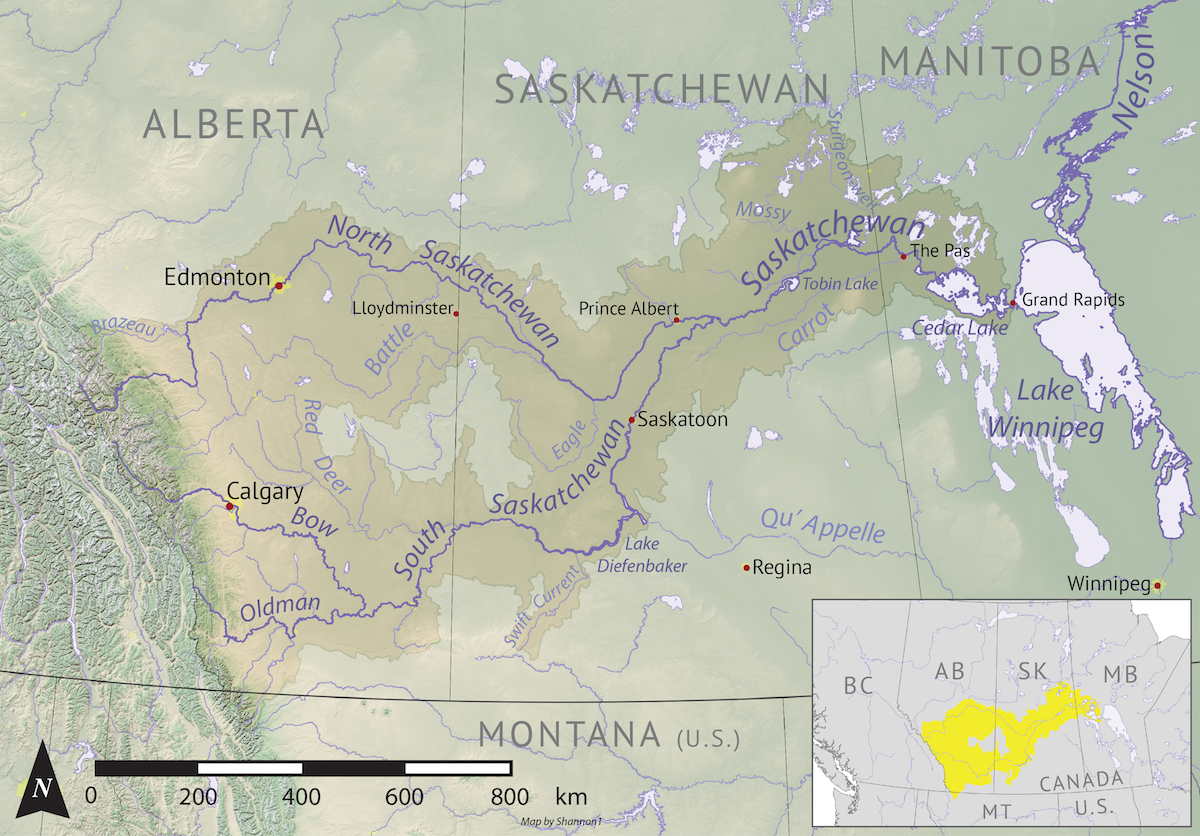
Dorzecze Saskatchewanu